# トーマス・コートニー
トーマス・"トム"・ウィリアム・コートニー （Thomas "Tom" William Courtney、1933年8月17日 - 2023年8月22日）は、アメリカ合衆国ニュージャージー州出身の陸上競技選手。1956年メルボルンオリンピックの金メダリストである。

## 経歴
コートニーは、フォーダム大学の学生だった1955年に、全米学生選手権の880ヤードを制して大きく注目を浴びる。翌年のAAUの大会の400mも制し、1956年メルボルンオリンピックに出場する。
コートニーは、800mに出場。決勝ではイギリスのデレク・ジョンソンと激しい勝負を繰り広げる。コートニーは、残り40mとなったところまでジョンソンにリードを奪われていたが、最後は逆転し0.13秒差で金メダルを獲得。ゴール後、疲れ果て倒れ込んだ。彼は後にこう述べている。「今までに味わったことのない苦しさで頭が割れそうだ」
表彰式はコートニーとジョンソンが回復するまで、予定より1時間遅らさざるをえなかった。それほど衝撃があったにもかかわらず、コートニーは4×400mリレーのアンカーとして再びレースに出場し金メダルを獲得した。
コートニーは、1957年5月に880ヤードで1分46秒8の世界新記録を樹立した。
2023年8月22日、フロリダ州ネイプルズで死去。90歳没。